# Peter Crampton
Peter Duncan Crampton (ur. 10 czerwca 1932 w Blackpool, zm. 12 lipca 2011) – brytyjski polityk, nauczyciel i aktywista społeczny, poseł do Parlamentu Europejskiego III i IV kadencji.

## Życiorys
Kształcił się na University of Nottingham i University of London. Magisterium z zakresu afrykanistyki uzyskał na University of Birmingham. Pracował w zawodzie nauczyciela, początkowo przez kilka lat w Afryce, później do 1988 w Wielkiej Brytanii. Był również współpracownikiem posłanki Joan Ruddock.
Należał do Partii Pracy, z ramienia laburzystów w 1989 po raz pierwszy uzyskał mandat eurodeputowanego. Z powodzeniem ubiegał się o reelekcję w 1994. Pracował m.in. w Komisji ds. Kwestii Politycznych oraz Komisji ds. Zagranicznych i Bezpieczeństwa (jako ich wiceprzewodniczący).
Peter Crampton był żonaty z Margaret, miał dwóch synów. Działał w ruchu antynuklearnym i w organizacji pacyfistycznej Stop the War Coalition.